# Танго Валентины
«Танго Валентины» (англ. Valentina's Tango) — американский фильм-триллер Рохелио Лобато, вышедший на экраны в 2007 году.

## Сюжет
Сюжет разворачивается вокруг безумной любви Валентины к своему мужу Эдуардо. Для неё танец является жизнью, а любовь — танго. Оба их сына — старший Эдди, готовящийся стать священником, и младший Виктор, превращающийся в гангстера, — кажутся неудачниками в личной жизни на фоне счастливой пары родителей. Попытки поддержать сходящую с ума женщину приводят к полнейшему хаосу.

## В ролях
| Актёр             | Роль      |
| ----------------- | --------- |
| Гильермина Кирога | Валентина |
| Хорди Кабальеро   | Эдуардо   |
| Джордж Перес      | Эдди      |
| Джек Рубио        | Виктор    |
| Аллен Уоллс       | Армандо   |
| Диана Миранда     | Тина      |
| Йельба Осорио     | Викки     |
| Марио Ларраца     | Сонни     |
| Арт Бонилла       | сыщик     |

## Восприятие
Немецкий кинокритик Петер Остерид отметил, что танцевальные сцены удались фильму явно лучше, чем экшен: «Твоение Рохелио Лобато в первую очередь ориентировано на любителей танцев, хотя оно, безусловно, будет полезно, если вы питаете слабость к танго. А если у вас этого нет, то фильм вполне может пробудить в вас интерес к самому эротичному из всех танцев». По мнению TV Guide, «Танго Валентины» представляет собой «греческую трагедию вперемешку с фарсом».